# 界面準位
界面準位（かいめんじゅんい, 英: Interface state）は、界面の存在（あるいは形成）によって生じる電子の準位（電子状態）。